# Gruppo Sportivo Marelli 1933-1934
Questa pagina raccoglie i dati riguardanti il Gruppo Sportivo Marelli nelle competizioni ufficiali della stagione 1933-1934.

## Rosa
| N. |                   | Ruolo | Calciatore        |
| -- | ----------------- | ----- | ----------------- |
|    | Italia (bandiera) | C     | Bugognoli         |
|    | Italia (bandiera) | A     | Pietro Cigolini   |
|    | Italia (bandiera) | D     | Azeglio Cinello   |
|    | Italia (bandiera) | D     | Edmondo Corradi   |
|    | Italia (bandiera) | P     | Giovanni De Carli |
|    | Italia (bandiera) | P     | Emilio Drusiani   |
|    | Italia (bandiera) | D     | Gasparetti        |

| N. |                   | Ruolo | Calciatore        |
| -- | ----------------- | ----- | ----------------- |
|    | Italia (bandiera) | D     | Delio Mattavelli  |
|    | Italia (bandiera) | A     | Meneghetti        |
|    | Italia (bandiera) | D     | Delio Oldini      |
|    | Italia (bandiera) | A     | Erminio Parmesani |
|    | Italia (bandiera) | D     | Perego            |
|    | Italia (bandiera) | C     | Carlo Rossoni     |
|    | Italia (bandiera) | A     | Ermete Veroni     |